# Guaporé
Guaporé (portugalsky Rio Guaporé, španělsky Río Iténez, kečuánsky Iténez mayu) je řeka v Jižní Americe na východě Brazílie ve státech Mato Grosso a Rondônia částečně tvořící státní hranici s Bolívií. Je přibližně 1 550 km dlouhá. Povodí má rozlohu přibližně 310 000 km².

## Průběh toku
Pramení na jižních svazích pohoří Serra dos Parecis v západní části Brazilské vysočiny. Na horním toku protéká přes planinu Mato Grosso a na středním a dolním toku bažinatou nížinou. Ústí zprava do řeky Mamoré v povodí Amazonky.

### Větší přítoky
- zleva – Paraguá, Baures, Itonamas

## Vodní režim
Zdrojem vody jsou především dešťové srážky. K nejvyššímu vzestupu hladiny, který dosahuje v ústí až 8 m, dochází v období od února do dubna.

## Využití
Vodní doprava je možná od města Mato Grosso k ústí.